# آلاله ایلامی
آلاله ایلامی (نام علمی: Ranunculus elymaiticus) نام یک گونه از سرده آلاله است. سردهٔ آلاله در ایران ۵۵ گونهٔ علفی یک ساله و چند ساله دارد. آلاله ایلامی یکی از ۵۵ گونهٔ موجود در ایران است.